# Hugo Bergroth-priset
Hugo Bergroth-priset delas ut av Hugo Bergroth-sällskapet till personer som har främjat sällskapets syfte, det vill säga arbetat för att främja och vårda svenskan i Finland. Priset stiftades år 1992 och prissumman är 5000 euro (2021).

## Pristagare
- 1993 – Ann-Kristin Schevelew
- 1994 – priset utdelades inte
- 1995 – Lena Björklund
- 1996 – Tove Fagerholm
- 1997 – Tomas Hellén
- 1998 – Henrik Bruun
- 1999 – Yvonne Hoffman
- 2000 – Björn-Eric Mattsson
- 2001 – Lars Svedberg
- 2002 – Seija Tiisala
- 2003 – Kristin Olsoni och Martin Kurtén
- 2004 – Barbro Holmberg
- 2005 – Sonja Vidjeskog
- 2006 – Jan Granberg
- 2007 – Margareta Gustafsson
- 2008 – Susanne Ringell
- 2009 – Ann-Marie Malmsten
- 2010 – Magnus Londen
- 2011 – Lauri Karvonen
- 2012 – Mikaela Hasán
- 2013 – Paulina Tallroth
- 2014 – Anna-Lena Laurén
- 2015 – Mårten Westö
- 2016 – Viveca Dahl
- 2017 – Tom Pettersson
- 2018 – Janina Orlov
- 2019 – Sydkustens Ordkonstskola
- 2020 – Silja Sahlgren-Fodstad[2]
- 2021 – Tiina Sjelvgren och Annica Törmä [3]
- 2022 – Kerstin Kronvall
- 2023 – Projektet Skrivande skola
- 2024 – Alfred Backa